# Jazzy
A Jazzy (2007-től 2022-ig 90.9 Jazzy) egy hagyományosan és az interneten is elérhető jazz zenéket játszó rádióállomás, amelynek adásai 2007. február 14-én indultak. A csatorna tulajdonosa a Magyar Jazz Rádió Kft., amelynek ügyvezetője Antal Zoltán, főszerkesztője Daróczi-Végh Péter.

## Története
A könnyűzenerajongók egy speciális táborának szól ez az adó, azoknak, akik szeretik a fiatalos, stílusos “pörgést” a siker, és a sikeres emberek kisugárzását. Sok zenével, hírekkel, aktualitásokkal, és komoly gazdasági műsorokkal.
A rádió szerződése szerint 80 százalékban közszolgálati műsorszámokat sugároz, a szöveg aránya a teljes műsoridőn belül egynegyednyi. Az elsősorban zenére szakosodott adó főleg dzsesszzenét és dzsessz-közeli pop és egyéb zenét sugároz.
Az NMHH Médiatanácsa döntése szerint a Jazzy Rádió szerződése 2018. október 27-ig szól a budapesti 90,9 MHz-es frekvencián a sashegyi adótoronyból. A frekvencia  Budapest teljes területén és annak kb. 25–35 km-es körzetében fogható, helytől és rádiókészüléktől függően.
A sajtó 2019. január 11-i tudósítása szerint az NMHH újabb döntése értelmében a Jazzy Rádió tovább működhet. (A Jazzy Rádió volt az egyetlen pályázó erre a frekvenciára.)
2022. december 15-én a rádió Jazzy néven folytatja adását. Ebben az évben Dányi Krisztián távozott a rádióból.

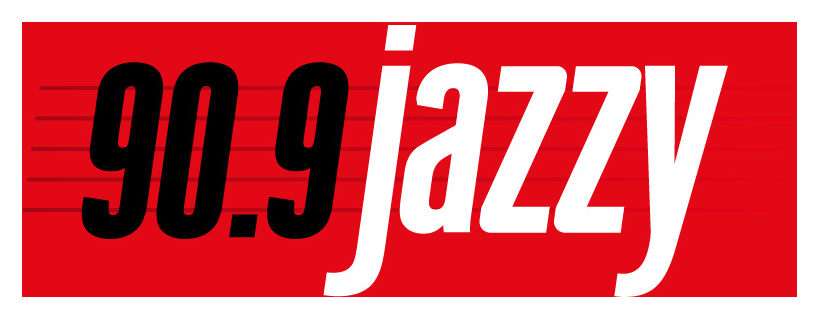
A rádió logója 90.9 Jazzy Rádióként (2007-2022)

### Zenei csatornái
- Jazzy Cool
- Jazzy Soul
- Jazzy Groove

## Műsorvezetők
- Gundel Takács Gábor
- Pachmann Péter
- László Csaba
- Kamasz Melinda